# Prodan
Prodan – wieś położona w południowo-wschodniej części Albanii w gminie Qendër Ersekë. Wieś znajduje się 135 kilometrów od stolicy państwa, Tirany.